# 崇太长江隧道
崇太长江隧道是目前建设中的北沿江高铁的过江通道南隧北桥的南隧部分，连接海市崇明区与江苏省太仓市，全长14.25公里，是目前建设规模最大的铁路过江隧道工程，建设总工期约7年。
2023年8月23日，崇太长江隧道的首块箱涵成功生产并通过验收。2024年4月29日，崇太长江隧道进入盾构施工阶段。